# Lorraine-Dietrich Type AFNB
Der Lorraine-Dietrich Type AFNB ist ein Lkw-Modell von 1910. Hersteller war Lorraine-Dietrich in Frankreich.

## Beschreibung
Der nationalen Zulassungsbehörde wurde das erste Fahrzeug am 8. Januar 1910 präsentiert.
Der Motor entstand nach einer Lizenz von Turcat-Méry. Er ist ein Vierzylinder-Reihenmotor. Er ist als L-Kopf-Motor mit SV-Ventilsteuerung ausgeführt. Jeweils zwei Zylinder sind paarweise zusammengegossen. 125 mm Bohrung und 180 mm Hub ergeben 8835 cm³ Hubraum. Der Motor war damals in Frankreich steuerlich mit 40 CV eingestuft und wurde auch 40 CV genannt.
Der Motor ist vorn längs im Fahrgestell eingebaut und treibt über Ketten die Hinterräder an. Die Bremse wirkt zeittypisch nur auf die Hinterachse.